# Comuna de Nukutavake
Nukutavake és una comuna de la subdivisió Tuamotu-Gambier de la Polinèsia Francesa.
La comuna inclou tres comunes associades (Nukutavake, Vahitahi i Vairaatea) i dos atols deshabitats.
| Illes                         | Capital   | Habitants (2007) | Superfície (km²) | Llacuna (km²) | Coordenades                                |
| ----------------------------- | --------- | ---------------- | ---------------- | ------------- | ------------------------------------------ |
| Nukutavake                    | Tavananui | 170              | 5,5              | –             | 19° 16′ S, 138° 46′ O / 19.267°S,138.767°O |
| Pinaki                        | –         | 0                | 1,3              | 0,7           | 19° 23′ S, 138° 40′ O / 19.383°S,138.667°O |
| Comuna associada de Vahitahi  |           |                  |                  |               |                                            |
| Vahitahi                      | Mohitu    | 83               | 2,5              | 7,4           | 18° 47′ S, 138° 50′ O / 18.783°S,138.833°O |
| Akiaki                        | –         | 0                | 1,2              | –             | 18° 33′ S, 139° 13′ O / 18.550°S,139.217°O |
| Comuna associada de Vairaatea |           |                  |                  |               |                                            |
| Vairaatea                     | Ahurua    | 66               | 3                | 13            | 19° 21′ S, 139° 13′ O / 19.350°S,139.217°O |
| Comuna de Nukutavake          | Tavananui | 319              | 13,5             | 21            |                                            |